# Tragédie na K2 (1986)
Tragédií na K2 v roce 1986 je souhrnně označována série úmrtí horolezců během letní sezóny 1986 na hoře K2 (8611 m) v pohoří Karákóram v Pákistánu. Mezi 13 mrtvými horolezci byli také významní zástupci tohoto sportu ze Spojeného království Alan Rouse a Julie Tullis a francouzský manželský pár Maurice a Liliane Barrardovi. Smrti se štěstím unikli horolezecké legendy Wanda Rutkiewiczová, Jerzy Kukuczka a Kurt Diemberger. Někdy se těmto událostem říká také Černé léto.

## 21. červen – 4. srpen

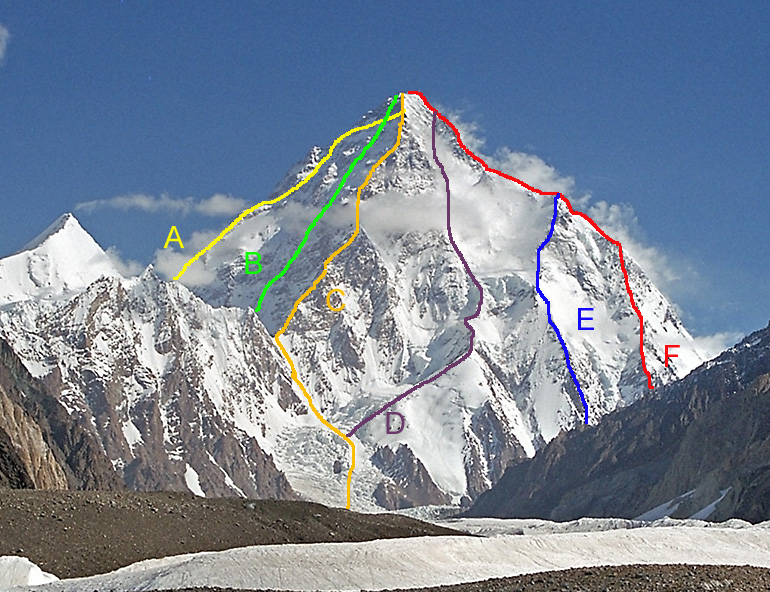
K2 z jihu: A) Západní hřeben, B) Západní stěna, C) Magic Line, D) Polish Line, E) Česenova cesta, F) Abruzziho žebro – klasická cesta

Letní sezóna roku 1986 byla ve znamení pokusů o první ženský výstup na K2, pokoření náročného jihozápadního žebra známého jako „Magic Line (magická cesta)“ a nebezpečné přímé jižní cesty známé jako „Polish Line (polská cesta)“. O výstup se pokusilo hned několik výprav - Američané, Angličané, Francouzi, Poláci, Korejci, Rakušané, Baskové, Italové a mezinárodní tým.

### Výpravy Američanů a Italů
Cesta Magic Line představovala zásadní horolezecký problém na K2 který se neúspěšně pokoušel v roce 1979 zdolat i Reinhold Messner, který tuto cestu označil za „sebevražednou“, což ale později popřel. Sebevražednou je podle něho jižní, polská cesta (viz níže). Jako první v sezoně 1986 do této cesty nastoupili Američané a Italové. Americký pokus však dopadl tragicky když 21. června v lavině zahynuli ve výšce 6800 m vůdce výpravy John Smolich a jeho týmový kolega Alan Pennington. Pennington byl bez známek života z laviny vytažen dvěma svědky události, Smolichovo tělo se nikdy nenašlo. Americká výprava byla okamžitě ukončena. Italové na Magic Line zůstali. Renato Casarottose dvakrát dosáhl výšky okolo 8200 m, ale nemohl pokračovat. Svůj pokus nakonec vzdal. 16. července se při návratu nedaleko základního tábora propadl do ledovcové trhliny. Dokázal ještě zavolal své přítelkyni, která poslala pomoc. Dokonce se ho podařilo vytáhnout živého, několik minut po vytažení však zemřel.

### Francouzská výprava

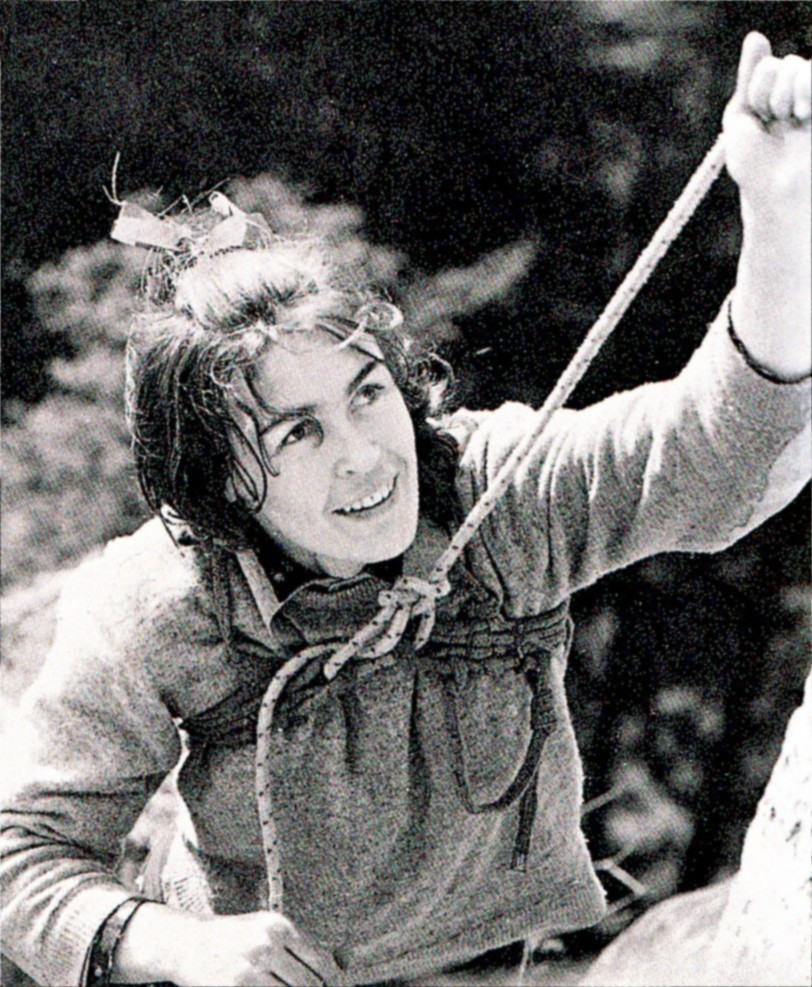
Wanda Rutkiewiczová

O 3 dny později, 23. června, se o dosažení vrcholu klasickou cestou Abruzziho žebrem pokusila i francouzská výprava, jejíž členkou byla i známá Polka Wanda Rutkiewiczová, která se k Francouzům připojila kvůli vleklým sporům s polskými horolezci. Ambici zdolat jako první žena v historii K2 měla i její kolegyně z týmu Liliane Barrardová, proto Rutkiewiczovou překvapilo, když ji ráno v den vrcholového útoku zastihla ve společnosti manžela Maurice a Michela Parmentiera při bohaté snídani. Rutkiewiczovou tento pohled pobavil kvůli známým stereotypům o Francouzích, ale zároveň překvapil, protože Barrardová kvůli tomuto zdržení přišla o možnost být první ženou na vrcholu K2. Tou se tak stala právě Polka s náskokem asi 30 minut. Obě ženy vystoupily bez použití přídavného kyslíku. Při sestupu však čtveřici zastihla bouře a tak museli bivakovat bez spacích pytlů v nebezpečné oblasti známé jako „Butylka“. V noci jim došel plyn v ohřívači, který se používá k rozpouštění sněhu na pitnou vodu. Aby předešel hrozbě dehydratace, vypravil se Parmentier pro plyn níže do tábora Basků následovaný velice zesláblou Rutkiewiczovou. V extrémní mrazu a silném větru zůstali manželé Barrardovi daleko vzadu. Ani Baskové však plyn neměli. Rutkiewiczová se nakonec dostala v bouři k lanu označenému lyžařskými hůlkami, které si vzala jako oporu a do baskického tábora se nakonec dostala na pokraji úplného vyčerpání a s vážnými omrzlinami. Barrardovi se do bezpečí nikdy nedostali a není jasné, co se s nimi stalo. Rutkiewiczová byla nějaký čas přesvědčená, že jejich smrt zavinila právě ona sebráním hůlek, které ve vánici označovaly sestupovou cestu. Tělo Liliane Barrardové objevila o měsíc později korejská výprava na ledovci Godwin-Austen ve výšce asi 5300 m. Tělo Maurice Barrarda bylo objeveno až v roce 1998 pouze několik metrů nad základním táborem. Oba manželé byli pohřbeni u memoriálu Gilkey na úpatí hory.

### Polská výprava a polští horolezci

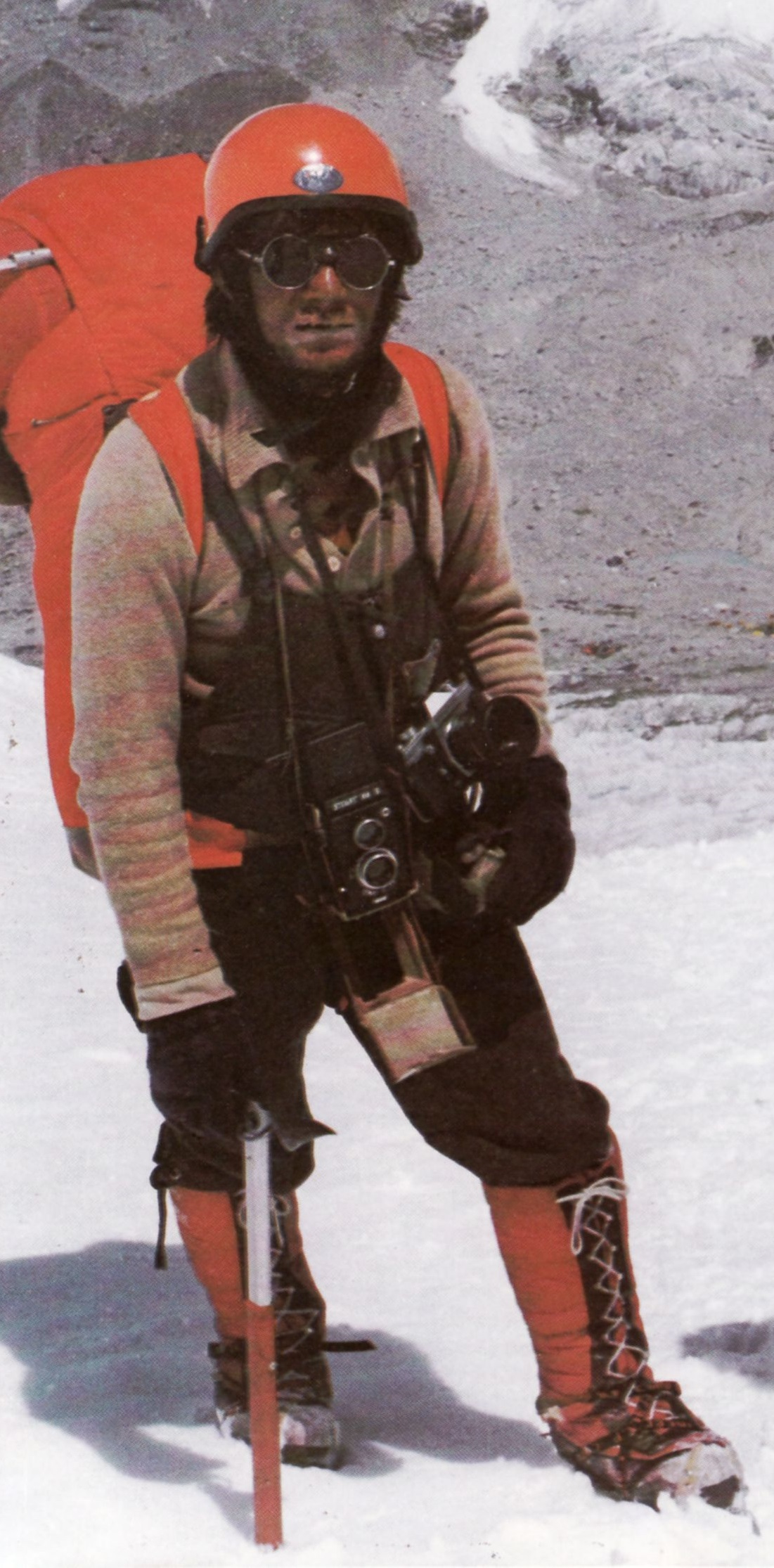
Jerzy Kukuczka

Rok 1986 byl jedním z nejsilnějších pro Polsko. Na hoře K2 působilo jak polské smíšené družstvo na Magic Line, tak i Wanda Rutkiewiczová ve francouzském týmu a Jerzy Kukuczka s Tadeuszem Piotrowskim v mezinárodním týmu pod německým vedením. První tragédie zasáhla Poláky krátce po historickém zdolání jižní cesty známé dnes jako polská cesta. Kukuczka a Piotrowski byli otráveni přístupem kolegů z mezinárodního týmu, kteří nejevili mnoho zájmu o výstup a o žádném pokusu o novou cestu nechtěli ani slyšet. Když se navíc v základním táboře usadilo hned několik výprav směřujících především na klasickou cestu, rozhodli se, že polezou zatím nepokořenou cestou prostředkem jižní stěny, o kterou se Kukuczka neúspěšně pokusil v roce 1982 s Wojciechem Kurtykou. K jejich pokusu se nakonec přidali také tři Švýcaři a jeden Němec, všichni však postupně vzdali. Kukuczka a Piotrowski svůj výstup ukončili 24. června ve výšce asi 7400 m kvůli sněhové bouři (stejná, která zasáhla Francouze na klasické cestě), zanechali zde svou výstroj a sestoupili do základního tábora. Po zlepšení počasí 3. července už pouze ve dvou zahájili druhý pokus. Zanechanou výstroj si vyzvedli bez větších problémů a i další výstup vypadal slibně, v 8200 m však narazili na náročnou překážku, kvůli které museli v této extrémní výšce dvakrát bivakovat. Nakonec se rozhodli zahodit většinu vybavení a pokračovat bez zátěže. Ve výšce 8300 metrů se jejich cesta spojila s klasickou Abruzziho cestou. Navíc se jim podařilo najít nějaké zásoby v opuštěném bivaku po Francouzích. 7. července konečně dosáhli vrcholu, při návratu se však rychle setmělo a sestup s pomocí čelové lampy byl příliš riskantní, proto museli vydržet další bivak ve sněžné jámě. 10. července se dvojice dostala na dohled korejského tábora ve výšce 7400 m, bohužel, byl před nimi prudký sestup a Piotrowski nechal lano na místě bivaku. Při pokusu o sestup bez lana se Piotrowskému nejdříve uvolnila mačka, při zaseknutí druhé nohy do ledu i druhá a on se zřítil. Přitom málem strhl Kukuczku, který se také neměl jak jistit a udržel se ve stěně jen s velkým štěstím. Nakonec se dostal do rakouského tábora. Polská cesta nebyla kvůli své nebezpečnosti nikdy zopakována.
Na tento úspěšný prvovýstup jižní cestou navázala vzápětí polská výprava se slovenskou účastí 3. srpna prvovýstupem na Magic Line. Celkem se jednalo o 7 horolezců. Poláci použili lana zanechaná výpravami ze Spojených států a Itálie (viz výše), ale první pokus museli přerušit kvůli zhoršenému počasí. Při tom druhém byli nuceni postupně bivakovat v 8000 a 8400 m. Když konečně Wojciech Wróż, Przemyslaw Piasecki a Slovák Peter Božík dosáhli v 6 hodin večer vrcholu, padlo okamžité rozhodnutí sestoupit po klasické cestě místo návratu po náročné Magic Line. Okolo půlnoci sestupovali ve výšce 8100 m po fixních lanech v pořadí Piasecki, Božík, Wróż následováni jedním členem korejského týmu na stejném laně. Piasecki a Božík náhle uslyšeli nějaký hluk, ale kvůli tmě a houstnoucí vánici nic neviděli. Byli tak zesláblí, že se ani nemohli pokusit vrátit se k Wróżovi. Když je asi po půl hodině došel korejský horolezec a potvrdil jim, že ho vůbec nepotkal, usoudili, že spadl a není mu jak pomoci. Pokračovali proto v sestupu. Wróż se zřejmě zřítil při připevňování k novému úseku lana, kdy byl na okamžik nejištěný. Jakmile dorazila do základního tábora zpráva o nehodě, dostali ostatní členové polského týmu pokyn výpravu ukončit. Anna Czerwińska a Peter Božík utrpěli při sestupu omrzliny nohou, Piasecki měl krevní sraženiny v očích. Dobroslawa Miodowiczová-Wolfová se už předtím rozhodla kvůli náročnosti opustit Magic Line a přidala se k britsko-rakouské skupině, která se pokusila o výstup klasickou cestou bez povolení (viz níže).

### Korejská výprava
4. srpna přišel o život hlavní nosič korejské výpravy Pákistánec Muhammad Ali kterého na klasické cestě Abruzziho žebrem zasáhli padající kameny.

## 6.–10. srpen 1986
Zatímco v období mezi 21 červnem a 4. srpnem zemřelo dohromady 7 horolezců a jeden nosič při šesti samostatných výstupech, v srpnu zemřelo 5 horolezců během jediného výstupu. V užším smyslu se tak tragédií na K2 v roce 1986 někdy myslí právě tento katastrofální výstup neoficiálního mezinárodního týmu ke kterému došlo na začátku srpna.

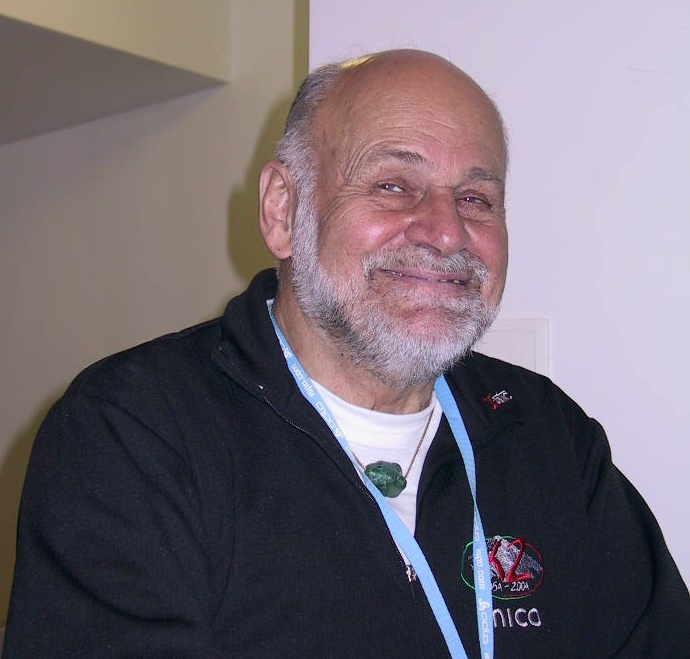
Kurt Diemberger v roce 2005

Britská expedice vedená Alanem Rousem zkoušela vystoupit západním hřebenem, pro který měli platné povolení. Po opakovaných neúspěšných pokusech založit výškové tábory se tým nakonec rozpadl a v základním táboře z něho zbyl pouze vůdce Rouse a kameraman Jim Curran. Ti se spojili se zbytkem rakouské výpravy, která měla také velké problémy. Tvořili jí Alfred Imitzer, Hannes Wieser, Willi Bauer, Kurt Diemberger a jeho britská přítelkyně Julie Tullis. K oběma týmům se připojila také Polka Dobroslawa Miodowiczová-Wolfová. Skupina se dohodla, že se pokusí o výstup klasickou cestou bez povolení. Všichni horolezci s výjimkou Currana se bez problému dostali až do 4. výškového tábora. Z nejasných důvodů se zde rozhodli počkat jeden den, což v takové výšce znamená pouze zbytečné vyčerpání organismu. 4. srpna se Rouse a Wolfová vydali k vrcholu následováni o něco později Bauerem a Imitzerem. Wolfová rychle odpadla a usnula ve sněhu. Rousův postup se výrazně zpomalil a dvojice Rakušanů ho tak snadno dostihla. Na vrcholu stanuli ve 4 hodiny večer. Alan Rouse se tak stal prvním Britem, který zdolal K2. Cestou do tábora zvedli spící Wolfovou a donutili jí sestoupit s nimi. Potkali také Diembergera s Tullisovou, kteří i přes pozdní hodinu stále stoupali nahoru. Po marném přemlouvání, aby se okamžitě otočili, je nechali jít a vrátili se do tábora. Tullisová dosáhla vrcholu až v 7 hodin večer kdy už bylo na bezpečný návrat pozdě. Krátce poté navíc spadla a nemohla pokračovat dolů. S Diembergerem se proto rozhodli bivakovat. Wieser se o výstup ani nepokusil a zůstal ve stanu. Všem se nakonec podařilo dostat bezpečně zpátky do 4. tábora, krátce na to se však začalo prudce zhoršovat počasí. Vítr dosáhl rychlosti až 160 km/h a začalo hustě sněžit. V táboře také došly zásoby a především absence pitné vody mohla způsobit rychlou smrt kvůli houstnutí krve. Počasí se ani v následujících dnech nezlepšilo. V noci z 6. na 7. srpna náhle zemřela Tullisová, zřejmě na otok plic. 10. srpna přestalo sněžit a ačkoliv prudce spadla teplota a navátý sníh znesnadňoval chůzi, bylo rozhodnuto, že okamžitý sestup je jediná možnost jak se zachránit. Rouse nebyl schopný opustit stan a proto byl ponechán svému osudu. Po pouhých několika metrech odpadli do sněhu také Imitzer a Wieser. Zbylé trojici se je nepodařilo postavit a museli je zanechat na místě. Jako poslední se oddělila Wolfová jejíž tělo bylo objeveno Japonci o rok později stojící opřené o skálu. Diemberger a Bauer se dostali do 3. výškového tábora, který byl kompletně zničený. Přesto se jim podařilo sejít až do 2. výškového tábora ze kterého Bauer další den sestoupil sám a Diembergera snesl Curran s dvojicí Poláků. Bauer i Diemberger se dostali do bezpečí 16. srpna. Kvůli omrzlinám přišli o několik prstů na rukách a na nohách. Pro Diembergera se jednalo o poslední výstup na osmitisícovou horu.

## Zajímavosti
- Několik horolezců, kteří tuto sezónu na K2 se štěstím přežili, zemřelo při jiných výpravách nedlouho poté: Peter Božík (1988, Mount Everest), Jerzy Kukuczka (1989, Lhoce), Wanda Rutkiewiczová (1992, Kančendženga).
- Manželé Barrardovi se tragédii téměř vyhnuli když si veškeré finance potřebné na expedici zapomněli na zadním sedadle taxíku. Problém se jim nakonec podařilo vyřešit a při svém pokusu zemřeli.
- Členem italského týmu byl i český horolezec Josef Rakoncaj, který úspěšně dosáhl vrcholu klasickou cestou a stal se tak prvním člověkem, kterému se to podařilo dvakrát (poprvé v roce 1983).
- V letní sezóně 1986 horu úspěšně zdolalo celkem 26 horolezců. Poměr výstupů vůči úmrtím byl tedy 2:1.[9]
- Ještě v roce 1986 byla K2 některými odborníky považována za nejvyšší horu světa. Ti upozorňovali na nepřesnost měření pomocí triangulace a vyzývali k použití moderních metod. Právě během tragického léta se o měření pomocí Dopplerova radaru pokusil profesor George Wallerstein, kterému se však předčasně vybila baterie. Přesto publikoval články s tvrzením, že je K2 opravdu vyšší, než Mount Everest. O pouhý rok později bylo uveřejněno podrobné měření obou hor, které definitivně odsunulo K2 na 2. místo. Měření provedl Ital Ardito Desio, který neměl důvod o nižší výšce K2 lhát, jelikož se jednalo o vůdce úspěšné expedice z roku 1954 a v případě prvenství K2 by to byl právě jeho tým, který nejvyšší horu světa jako první pokořil.[9]
- Novinář a spisovatel Jon Krakauer byl těmito událostmi hluboce otřesen a napsal o nich článek pro časopis Outside. Ten ho o 10 let později poslal na Mount Everest kvůli reportáži o komerčních expedicích. Během jeho vlastního výstupu pak došlo k jedné z nejhorších horolezeckých katastrof, když v bouři zahynulo 8 horolezců.[9]
- Jim Curran napsal o této události v roce 1987 knihu Triumph and Tragedy.
- Osud Dobroslawy Miodowiczové-Wolfové je předmětem polského dokumentu Za cene zicia (Za cenu života) z roku 2002.